# Capdevila (Mendoza)
Pour les articles homonymes, voir Capdevila.
Capdevila est une localité argentine située dans le département de Las Heras, province de Mendoza. Elle est située sur la route provinciale 52, qui la relie au sud à Las Heras, et à l'ouest à Uspallata. Elle s'est formée autour de la gare de Capdevilla du chemin de fer General San Martín.

## Économie
Une usine de fabrication de ciment se trouve dans la ville. Une entreprise de fabrication de meubles en panneaux de particules devrait ouvrir ses portes en 2012. Un projet touristique est également en cours dans un ancien quartier de travailleurs de la cimenterie.